# Павленко, Виктор Алексеевич (медик)
Виктор Алексеевич Павленко (родился в 1886 в Носовке — умер 1937 года в Ленинграде, ныне Санкт-Петербург) — российский и советский хирург и ученый украинского происхождения. Доктор медицинских наук (с 1922), профессор военно-медицинской Академии в г. Петербурге, где заведовал кафедрой военно-полевой хирургии.

## Биография
Окончил Петербургскую военно-фельдшерскую школу, работал фельдшером в клиниках военно-медицинской академии в Петербурге.
В 1917 окончил Юрьевский (ныне Тартуский) университет, медицинский факультет.
Принимал участие в организации большевистского переворота, помогал раненым.
Работал ассистентом на кафедре оперативной хирургии и топографической анатомии (теоретическая кафедра) военно-медицинской академии, которой руководил профессор В. Н. Шевкуненко. Одновременно занимался практической хирургией, работая в больнице им. Карла Маркса.
В 1922 защитил докторскую диссертацию. Через некоторое время стал заведовать кафедрой военно-полевой хирургии военно-медицинской академии.
Написал ряд работ, посвященных преимущественно заболеваниям брюшной полости и военно-полевой хирургии. Некоторые научные исследования Виктора Алексеевича касались оперативного лечения других заболеваний. Вместе с профессором Н. Н. Еланским он предложил новый метод пересадки мочеточников.

Могила Павленко на Казачьем кладбище Александро-Невской лавры.

Похоронен в Санкт-Петербурге внутри каре архитектурного ансамбля Свято-Троицкой Александро-Невской Лавры у главного входа в Троицкий собор (на Внутреннем кладбище, также называется «коммунистической площадкой». На могиле установлен памятник как профессору военно-медицинской академии.